# Ха Дэ Сон
Ха Дэ Сон (2 марта 1985, Инчхон) — южнокорейский футболист, полузащитник сборной Южной Кореи.

## Клубная карьера
Его первым профессиональным клубом был «Ульсан Хёндэ», однако Ха не сыграл в нём ни одного матча.
Тем не менее, он привлёк внимание представителей тренерского штаба клуба «Тэгу», в состав которого присоединился в 2006 году. Сыграл за команду из Тэгу следующие два сезона своей игровой карьеры. Большую часть времени, проведённого в составе «Тэгу», был основным игроком команды.
В течение 2009 года защищал цвета команды клуба «Чонбук Хёндэ Моторс».
В 2010 году заключил контракт с клубом «Сеул», в составе которого провёл следующие четыре года своей карьеры и выиграл два чемпионских титула. Играя в составе «Сеула», также в основном выходил на поле с первых минут, а 3 января 2012 года Ха стал капитаном команды. Благодаря успешным выступлениям им заинтересовались «Динамо Загреб» и неназванный клуб чемпионата Катара, прозвучало предложение в 2,5 млн долл., однако Ха остался в «Сеуле».
3 января 2014 года присоединился к пекинскому клубу «Бэйцзин Гоань». Поиграв в Китае и не сумев закрепиться в Японии, 19 января 2017 года Ха вернулся в «Сеул».

## Выступления за сборную
15 ноября 2008 года дебютировал в составе национальной сборной Южной Кореи в товарищеском матче против Катара. На данный момент провел в форме главной команды страны 12 матчей.
Был включён в заявку сборной на чемпионат мира по футболу 2014 в Бразилии.